# Pallavolo ai X Giochi dei piccoli stati d'Europa - Torneo maschile
Il IX torneo maschile di pallavolo ai Giochi dei piccoli stati d'Europa si è svolto dal 3 al 7 giugno 2003 a Paola, a Malta, durante i X Giochi dei piccoli stati d'Europa. Al torneo hanno partecipato 6 squadre nazionali europee di stati con meno di un milione di abitanti e la vittoria finale è andata per la sesta volta a Cipro.

## Squadre partecipanti
- Andorra
- Cipro
- Islanda
- Lussemburgo
- Malta
- San Marino

## Classifica finale
| Classifica | Squadre     |
| ---------- | ----------- |
|            | Cipro       |
|            | San Marino  |
|            | Lussemburgo |
| 4          | Andorra     |
| 5          | Islanda     |
| 6          | Malta       |